# 172 Baucis
Baucis (asteroide 172) é um asteroide da cintura principal. Descoberto em 5 de fevereiro de 1877, por Alphonse Borrelly, tem um diâmetro de 62,43 km, a 2,1083106 UA. Sua excentricidade é de 0,1142941 e o período orbital é de 1 341,42 dias (3,67 anos).
Sua velocidade orbital média é de 19,30501813 km/s, e sua inclinação é de 10,03136º.
Este asteroide recebeu este nome em homenagem à personagem Baucis da mitologia grega.